# Drip (DrefGold)
Drip è un singolo del rapper italiano DrefGold, pubblicato il 31 maggio 2019.

## Descrizione
Il brano si caratterizza per un'introduzione di chitarra elettrica che sfocia in sonorità tipicamente trap e con un frequente uso dell'Auto-Tune da parte del rapper.

## Tracce
1. Drip – 3:01